# سونغرو
سونغرو (بالإنجليزية: Xungru)‏ هي منطقة سكنية تقع في الصين في أزمة التبت والصين. يقدر عدد سكانها بـ
- نسمة .